# 基安通
基安通（英語：Kiantone）是位于美国纽约州肖托夸县的一个镇，地处肖托夸县的南部、詹姆斯敦以南。2010年美国人口普查时，该镇有1350人。最初的定居者于1807年左右到达此地。1853年，基安通镇从卡罗尔镇分出，正式建立。